# Vojaška akademija
Vojaška akademija je izobraževalno-znanstvena visokošolska ustanova, ki pripravlja kandidate za službo v častniških korpusih vojske, vojne mornarice, vojnega letalstva ali obalne straže, ali pa zagotavlja izobrazbo v servisnem okolju. Natančna opredelitev je odvisna od posamezne države. Poleg izobraževanja vojaške akademije izvajajo različne znanstvenoraziskovalne dejavnosti s področja vojaških znanosti.
Dodiplomski študij pozna šest programov študija:
1. Menadžment v obrambi,
2. Vojaško-stojno inženirstvo,
3. Vojaško-elektronsko inženirstvo,
4. Vojaško-kemično inženirstvo,
5. Vojaško letalstvo in
6. Zagotovitev delovanja (logistika) obrambe.